# Feminismo prosexo

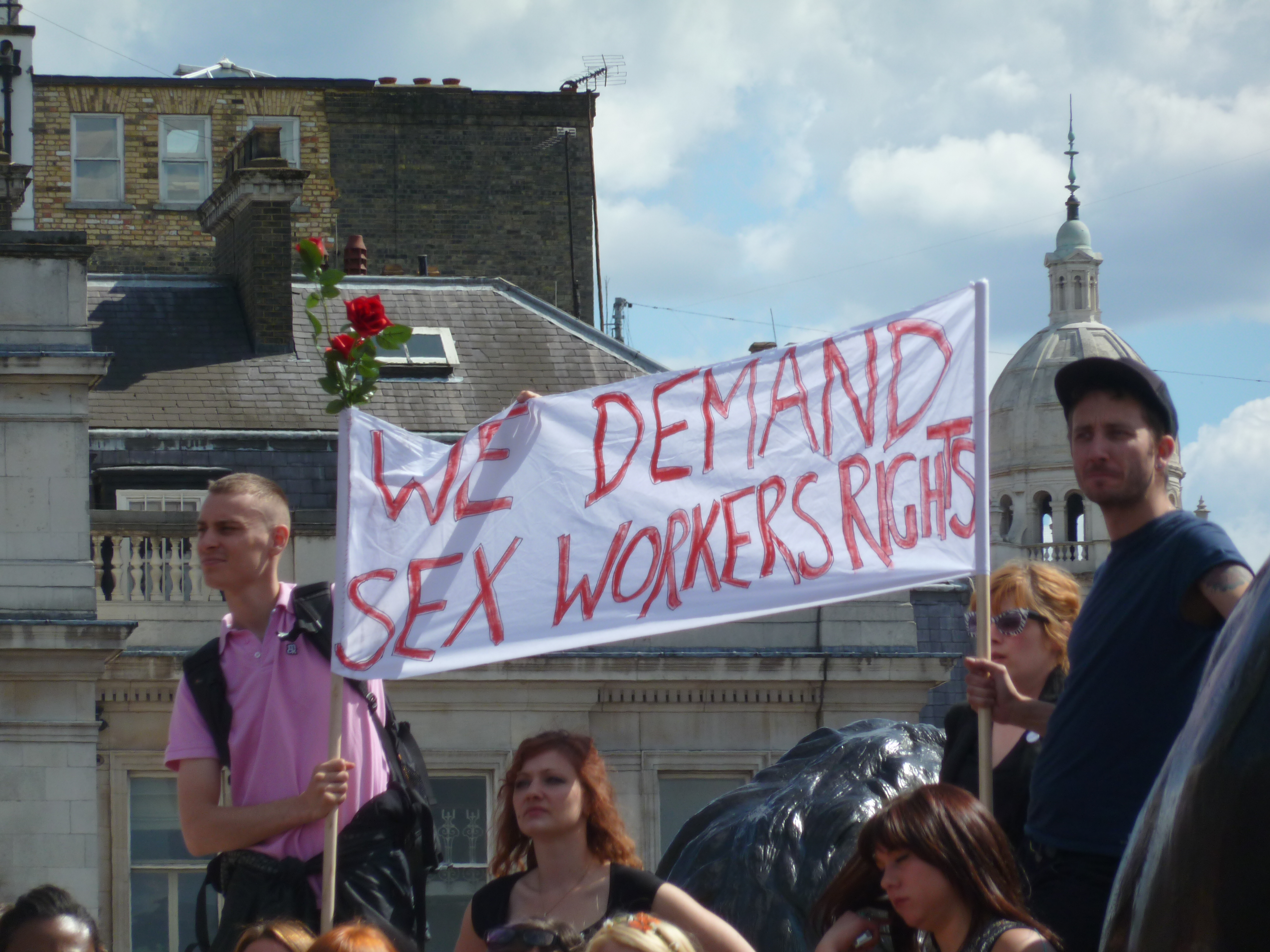
Manifestantes por los derechos de las trabajadoras sexuales en la SlutWalk londinense, una marcha feminista y sexopositiva, en 2011.

El feminismo prosexo, también conocido como feminismo sexual o feminismo sexualmente liberal, es una corriente dentro del feminismo que comenzó a principios de los años ochenta. Se centra en la idea de que la libertad sexual es un componente esencial de la libertad de las mujeres.
El movimiento nació como reacción al feminismo antipornografía, que postula que la pornografía es parte de la opresión hacia las mujeres. Naomi Wolf escribió: "El orgasmo es la llamada natural del cuerpo a la política feminista."